# Corinth (Kentucky, Grant és Scott megye)
Corinth város az USA Kentucky államában, Grant és Scott megyében. Lakosainak száma 226 fő (2020. április 1.).

## Története
A település az 1820-as évek végén alakult ki a korinthusi keresztény egyház megalapításával, de a postahivatalt csak 1868-ban hozták létre. A város valószínűleg a templomról kapta a nevét.

## Népesség
A település népességének változása:
| Lakosok száma | 181  | 232  | 226  |
|               | 2000 | 2010 | 2020 |